# Рихард Шмиц
Рихард Шмиц (Мохелнице, Моравска, 14. децембар 1885 – Беч, 27. април 1954) био је последњи градоначелник Беча из редова Хришћанско-социјалне партије Аустрије.

## Одрастање и Први светски рат
Рихард Шмиц је рођен од оца Карла Шмица (1851—1917) и мајке Каролине Шмиц (1855—1937). Студирао је право на универзитетима у Бечу и Инзбруку. Од 1905. био је члан католичког студентског друштва КаВ Норика Беч. Радио је као новинар за различите католичке новине и постао је директор централне канцеларије Народног савеза католика Аустрије. Августа 1911. оженио се Јозефом Млчох (1887–1943).
У Првом светском рату, учествовао је у аустроугарској агресији на Србију, у два похода 1914. и 1915. године.

## Политичка каријера
Шмиц је био вицеканцелар Аустрије, министар за социјално старање и образовање, као и вођа Отаџбинског фронта за Беч.
Након активне улоге у сукобу Хајмвера и аустрофашиста против клерикалаца, канцелар Енгелберт Долфус је именовао Шмица за градоначелника Беча 1934. године. Шмиц је наследио раније изабраног градоначелника Карла Зајца. Ватрено се борећи против нациста, Шмиц је био градоначелник наредне четири године, до 1938. године и Аншлуса, када је Аустрија апсорбована у Трећи рајх. До тог тренутка, Шмиц је јавно говорио против нацизма и његове тактике.
Заједно са хиљадама других истакнутих Аустријанаца, Рихард Шмиц је ухапшен и одведен у концентрациони логор Дахау у Баварској, где је остао све време рата. Крајем априла 1945. Шмиц је, заједно са другим истакнутим логорашима, пребачен у Тирол где је СС премештао затворенике. Ослободиле су га америчке трупе 5. маја 1945. године.
Након рата, Шмиц је радио као директор једне издавачке куће. Преминуо је у Бечу 1954. године. Његов гроб се налази у Средишњем бечком гробљу (група 35Г, број 1).